# Seznam brigad po zaporednih številkah (100.–149.)
Seznam brigad po zaporednih številkah - brigade od 100. do 149.

## 100. brigada
Pehotne
- 100. brigada za specialne namene (Wehrmacht)

Oklepne
- 100. tankovska brigada (Wehrmacht)

## 101. brigada
Pehotne
- 101. brigada (Hrvaška)

Oklepne
- 101. tankovska brigada (Wehrmacht)

## 102. brigada
Pehotne
- 102. brigada (Hrvaška)

Oklepne
- 102. tankovska brigada (Wehrmacht)

## 103. brigada
Pehotne
- 103. brigada (Filipini)

Oklepne
- 103. tankovska brigada (Wehrmacht)

Artilerijske
- 103. poljska artilerijska brigada (ZDA)

## 104. brigada
Oklepne
- 104. tankovska brigada (Wehrmacht)
- 104. tankovskolovska brigada (Wehrmacht)

## 105. brigada
Pehotne
- 105. brigada (Hrvaška)

Oklepne
- 105. tankovska brigada (Wehrmacht)

## 106. brigada
Pehotne
- 106. brigada (Hrvaška)

Oklepne
- 106. tankovska brigada »Feldherrnhalle« (Wehrmacht)

## 107. brigada
Oklepne
- 107. tankovska brigada (Wehrmacht)

Zračnoobrambne
- 107. zračnoobrambna artilerijska brigada (ZDA)

Transportne
- 107. transportna brigada (ZDA)

## 108. brigada
Pehotne
- 108. brigada (Hrvaška)

Oklepne
- 108. tankovska brigada (Wehrmacht)

Zračnoobrambne
- 108. zračnoobrambna artilerijska brigada (ZDA)

## 109. brigada
Pehotne
- 109. brigada (Hrvaška)

Oklepne
- 109. tankovska brigada (Wehrmacht)

## 110. brigada
Pehotne
- 110. brigada (Hrvaška)

Oklepne
- 110. tankovska brigada »Feldherrnhalle« (Wehrmacht)

## 111. brigada
Pehotne
- 111. brigada (Hrvaška vojska)

Oklepne
- 111. tankovska brigada (Wehrmacht)

Zračnoobrambne
- 111. zračnoobrambna artilerijska brigada (ZDA)

## 112. brigada
Pehotne
- 112. brigada »Zmaji« (Hrvaška)

Oklepne
- 112. tankovska brigada (Wehrmacht)

Medicinske
- 112. medicinska brigada (ZDA)

## 113. brigada
Pehotne
- 113. brigada (Hrvaška)
- 113. pehotna brigada (Združeno kraljestvo)

Oklepne
- 113. tankovska brigada (Wehrmacht)

Artilerijske
- 113. poljska artilerijska brigada (ZDA)

## 114. brigada
Pehotne
- 114. brigada (Hrvaška)
- 114. pehotna brigada (Združeno kraljestvo)
- 114. pehotna brigada (Indija)

## 115. brigada
Pehotne
- 115. pehotna brigada (Združeno kraljestvo)

Artilerijske
- 115. poljska artilerijska brigada (ZDA)

## 116. brigada
Pehotne
- 116. pehotna brigada (Združeno kraljestvo)
- 116. pehotna brigada (ZDA)

## 117. brigada
Pehotne
- 117. brigada (Hrvaška)
- 117. pehotna brigada (Združeno kraljestvo)

Marinske
- 117. brigada Kraljevih marincev

## 118. brigada
Pehotne
- 118. brigada (Hrvaška)
- 118. pehotna brigada (Združeno kraljestvo)
- 118. brigada (ABiH)

Artilerijske
- 118. poljska artilerijska brigada (ZDA)

## 119. brigada
Pehotne
- 119. brigada (Hrvaška)
- 119. pehotna brigada (Združeno kraljestvo)
- 119. pehotna brigada (Tajvan)

## 120. brigada
Pehotne
- 120. brigada (Hrvaška)
- 120. pehotna brigada (Združeno kraljestvo)
- 120. pehotna brigada (ZDA)

## 121. brigada
Pehotne
- 121. brigada (Hrvaška)
- 121. pehotna brigada (Združeno kraljestvo)
- 121. pehotna brigada (Indija)

## 122. brigada
Pehotne
- 122. brigada (Hrvaška)
- 122. pehotna brigada (Združeno kraljestvo)
- 122. kemična brigada (ZDA)
- 122. brigada (OVK)

## 123. brigada
Pehotne
- 123. brigada (Hrvaška)
- 123. pehotna brigada (Združeno kraljestvo)
- 123. pehotna brigada (Indija)

## 124. brigada
Pehotne
- 124. brigada (Hrvaška)
- 124. pehotna brigada (Združeno kraljestvo)
- 124. pehotna brigada (OVK)

Transportne
- 124. transportna brigada (ZDA)

## 125. brigada
Pehotne
- 125. brigada (Hrvaška)
- 125. pehotna brigada (Združeno kraljestvo)

## 126. brigada
Pehotne
- 126. brigada (Hrvaška)
- 126. pehotna brigada (Združeno kraljestvo)

## 127. brigada
Pehotne
- 127. brigada (Hrvaška)
- 127. pehotna brigada (Združeno kraljestvo)
- 127. pehotna brigada (Tajvan)

## 128. brigada
Pehotne
- 128. pehotna brigada (Združeno kraljestvo)

Zračne
- 128. aviacijska brigada (ZDA)

## 129. brigada
Pehotne
- 129. brigada (Hrvaška)
- 129. pehotna brigada (Združeno kraljestvo)

Artilerijske
- 129. havbična brigada (Združeno kraljestvo)

## 130. brigada
Pehotne
- 130. pehotna brigada (Združeno kraljestvo)

Artilerijske
- 130. poljska artilerijska brigada (ZDA)

Inženirske
- 130. inženirska brigada (ZDA)

## 131. brigada
Pehotne
- 131. brigada (Hrvaška)
- 131. pehotna brigada (Združeno kraljestvo)

## 132. brigada
Pehotne
- 132. brigada (Hrvaška)
- 132. pehotna brigada (Združeno kraljestvo)

## 133. brigada
Pehotne
- 133. brigada (Hrvaška)
- 133. pehotna brigada (Združeno kraljestvo)

## 134. brigada
Pehotne
- 134. brigada (Hrvaška)
- 134. pehotna brigada (Združeno kraljestvo)
- 134. lahkopehotna brigada (Vojska Jugoslavije)

## 135. brigada
Pehotne
- 135. pehotna brigada (Združeno kraljestvo)

Artilerijske
- 135. poljska artilerijska brigada (ZDA)

## 136. brigada
Pehotne
- 136. brigada (Hrvaška)
- 136. pehotna brigada (Združeno kraljestvo)
- 136. motorizirana pehotna brigada (Ruska federacija)

## 137. brigada
Pehotne
- 137. brigada (Hrvaška)
- 137. pehotna brigada (Združeno kraljestvo)
- 137. pehotna brigada (Tajvan)

## 138. brigada
Pehotne
- 138. pehotna brigada (Združeno kraljestvo)

Artilerijske
- 138. poljska artilerijska brigada (ZDA)

## 140. brigada
Pehotne
- 140. pehotna brigada (Združeno kraljestvo)
- 140. (londonska) pehotna brigada (Združeno kraljestvo)

## 141. brigada
Pehotne
- 141. brigada (Hrvaška)
- 141. pehotna brigada (Združeno kraljestvo)

## 142. brigada
Pehotne
- 142. brigada (Hrvaška)
- 142. pehotna brigada (Združeno kraljestvo)

Artilerijske
- 142. poljska artilerijska brigada (ZDA)

Komunikacijske
- 142. komunikacijska brigada (ZDA)

## 143. brigada
Pehotne
- 143. pehotna brigada (Združeno kraljestvo)

Transportne
- 143. transportna brigada (ZDA)

## 144. brigada
Pehotne
- 144. brigada (Avstro-Ogrska)
- 144. pehotna brigada (Združeno kraljestvo)

## 145. brigada
Pehotne
- 145. brigada (Hrvaška)
- 145. pehotna brigada (Združeno kraljestvo)

## 147. brigada
Pehotne
- 147. brigada (Hrvaška)
- 147. pehotna brigada (Združeno kraljestvo)

Artilerijske
- 147. poljska artilerijska brigada (ZDA)

Marinske
- 147. marinska brigada (Južni Vietnam)

## 148. brigada
Pehotne
- 148. brigada (Hrvaška)
- 148. pehotna brigada (Združeno kraljestvo)

## 149. brigada
Pehotne
- 149. pehotna brigada (Združeno kraljestvo)

Oklepne
- 149. oklepna brigada (ZDA)